# Льебана
Льебана (исп. Liébana) — исторический район, комарка, расположенный на территории автономного сообщества Кантабрия, Испания.
Граничит на севере с Астурией и кантабрийским городом Пеньяррубия, на западе и юге с Кастилией и Леоном, на востоке с городами Рионанса, Ламасоном и  Поласьонесом.

## Муниципалитеты Льебаны
- Кабесон-де-Льебана
- Камаленьо
- Сильориго-де-Льебана
- Песагеро
- Потес
- Тресвисо
- Вега-де-Льебана

## История

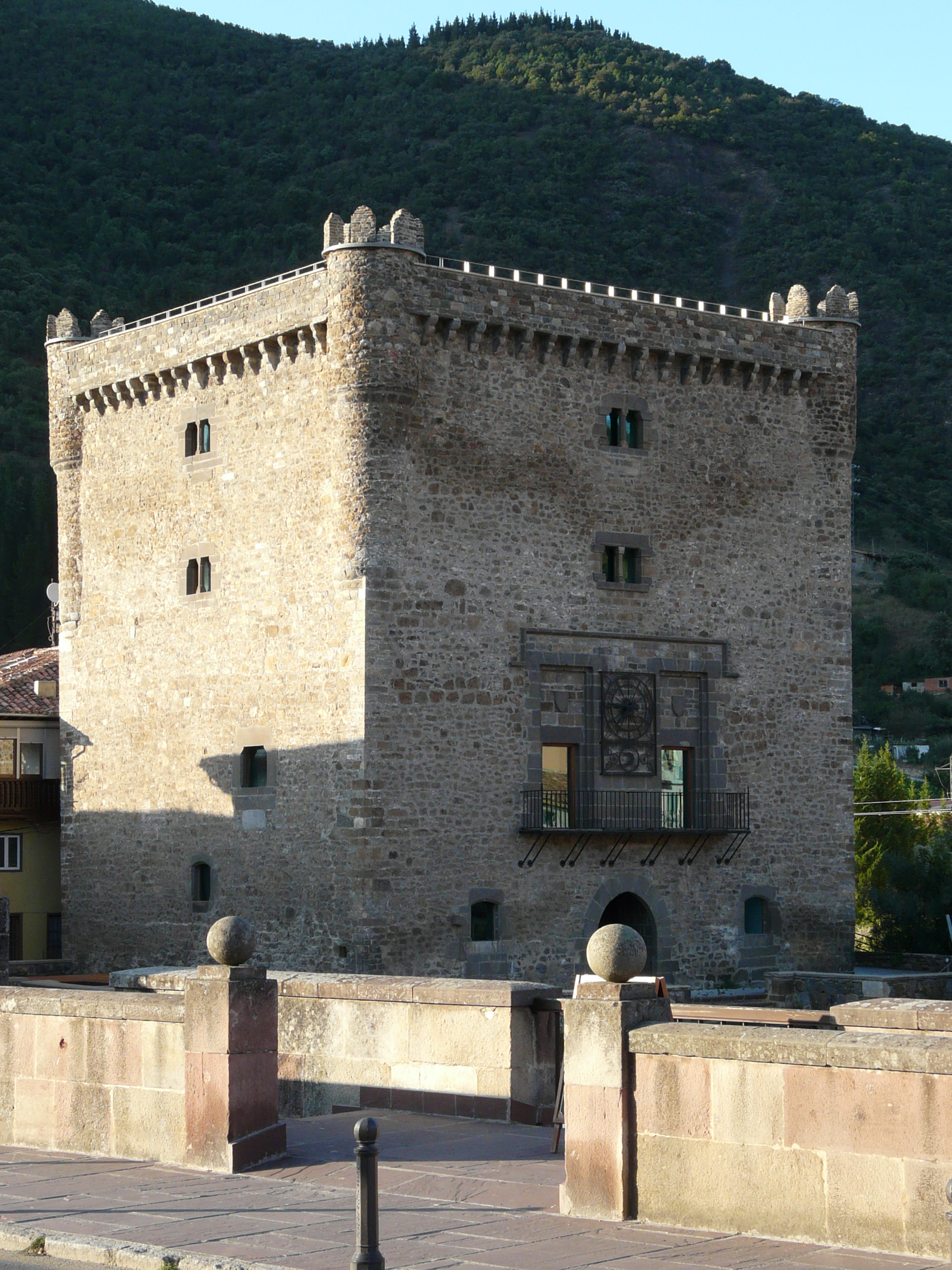
Торре-дель-Инфантадо

В конце 12-го и начале 13-го веков в Льебане были влиятельными три дворянина из одного семейства: Родриго Гутьеррес Хирон, Гонсало Родригес Хирон и Родриго Гонсалес Хирон. Гонсало был самым могущественным сеньором в этом районе, поскольку он также владел феодальными поместьями в Пернии, Пеньяс-Неграсе и Сервере.
В конце четырнадцатого века король Кастилии Хуан I пожаловал владение Льебаной своему двоюродному брату дону Хуану Тельесу, маркизу Агилар-де Кампоо и сыну Тельо Альфонсо.
В середине 15 века за право владеть Льебаной разгорелся спор между наследниками от дона Хуана Тельеса де Кастильи и наследниками от второго брака его жены, доньи Леонор де ла Вега, герцогов Инфантадо из дома Мендосы. В 1576 году суд вынес решение в пользу последних.
В Новое время каморка называлась провинцией Льебана (исп. Provincia de Liébana), управляемой коррехидором и административным советом, Хунтой.
Между 1785 и 1833 годами он был частью интенденсии Бургоса (исп. La intendencia de Burgos).
В 1934 году левые силы напали на штаб гражданской гвардии в Потесе во время революции 1934 года, захватили казармы, сформировав Революционный комитет, удерживая власть до подхода правительственных войск